# البياضة (حمص)
حي البياضة هو أحد أحياء محافظة حمص في سورية. تقع على بعد حوالي 11 كم إلى الشرق من وسط مدينة حمص، ويعتبر أحد أكبر أحياء مدينة حمص من حيث عدد السكان الذين يبلغون أكثر من 100,000 نسمة. تعرض الحي لتدمير أجزاء واسعة منه بعد عام 2011 خلال الحرب الأهلية السورية؛ مما أدى لتهجير العديد من أهالي الحي. بدأ بعض سكان الحي العودة تدريجياً للحي منذ مطلع عام 2019.

## التاريخ
خرج حي البياضة عن سيطرة الدولة السورية منذ بداية الحرب الأهلية السورية في منتصف عام 2011، ومع ذلك استطاع الجيش السوري إعادة السيطرة على الحي في 18 أبريل 2012. خلال هذه الفترة ترك العديد من سكان الحي المنطقة ولجئوا إلى مزارع الرستن القريبة ومخيم البياضة.